# 克內扎

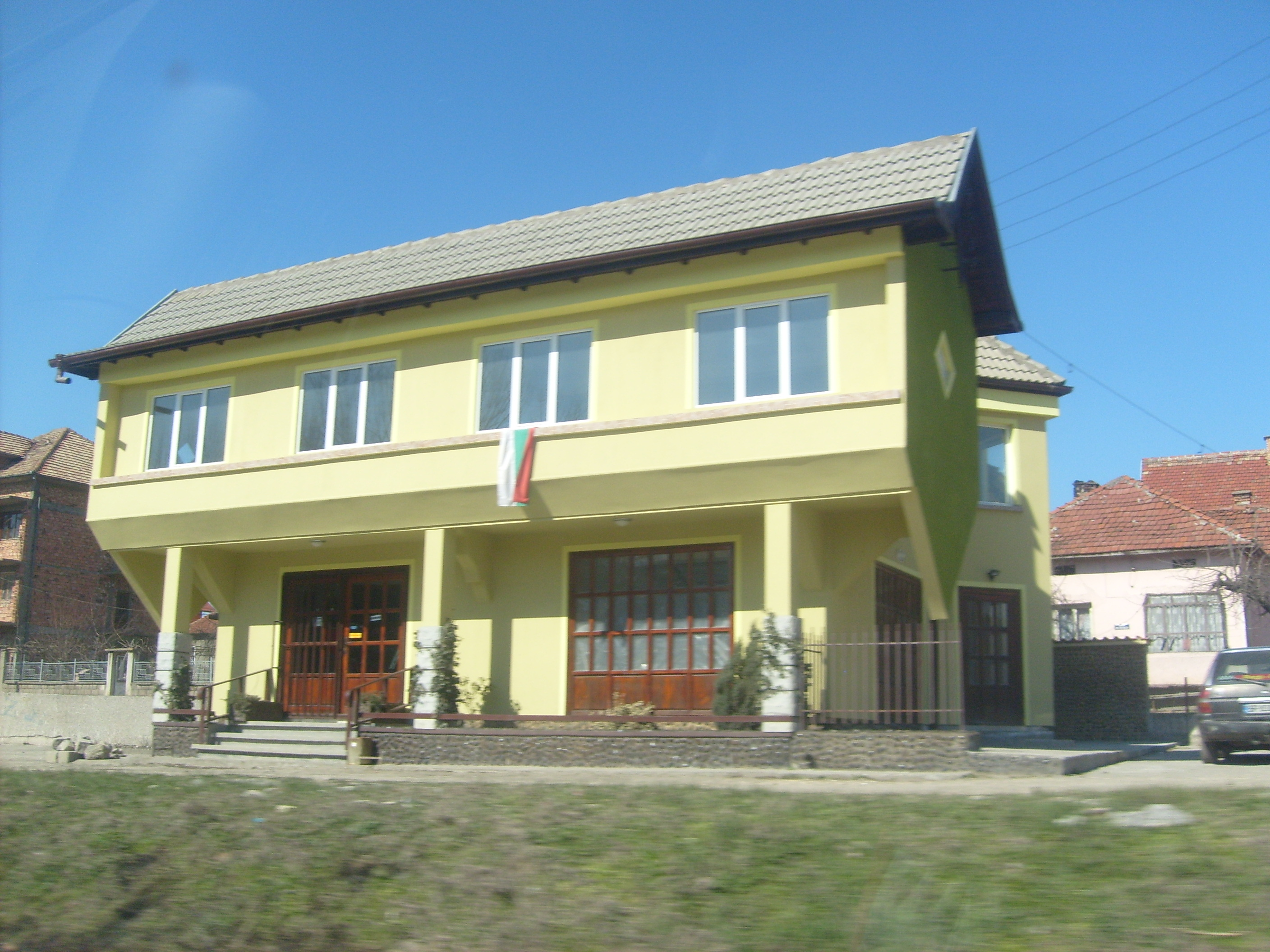

克內扎是保加利亞的城鎮，位於該國北部，距離首府普列文48公里，由普列文州負責管轄，海拔高度136米，該地區自史前時代有人類居住，2009年人口11,191。

## 外部連結
- Knezha municipality website （页面存档备份，存于） （保加利亚文）
- Website of the Eastern Orthodox Church of the Holy Trinity in Knezha